# David Wotherspoon
David Wotherspoon (Perth, 16 januari 1990) is een Schots voetballer die sinds 2013 voor de Schotse eersteklasser St. Johnstone FC uitkomt. Hij speelde als middenvelder tot heden 308 competitiewedstrijden.

## Carrière

### Clubcarrière
Wotherspoon ruilde de jeugdopleiding van Celtic FC voor die van Hibernian FC. Nadat hij met Hiberian in 2009 de Scottish Youth Cup won, maakte hij de overstap naar het eerste elftal. Hij begon zijn profcarrière bij Hibernian als rechterverdediger, maar vanaf zijn tweede profseizoen werd hij een rechterverdediger.
Op 2 juli 2013 nam St. Johnstone FC de 23-jarige Wotherspoon transfervrij over van Hibernian FC. In zijn eerste seizoen bij St. Johnstone won hij meteen de Scottish Cup.

### Interlandcarrière
Wotherspoon was door de Canadese roots van zijn moeder speelgerechtigd voor zowel Schotland als Canada. In de jeugd kwam hij uit voor meerdere Schotse jeugdelftallen, maar in maart 2018 koos hij voor Canada.

## Statistieken
| Seizoen | Club             | Land      | Competitie           | Duels | Goals |
| ------- | ---------------- | --------- | -------------------- | ----- | ----- |
| 2009/10 | Hibernian FC     | Schotland | Scottish Premiership | 33    | 1     |
| 2010/11 | Hibernian FC     | Schotland | Scottish Premiership | 36    | 2     |
| 2011/12 | Hibernian FC     | Schotland | Scottish Premiership | 30    | 0     |
| 2012/13 | Hibernian FC     | Schotland | Scottish Premiership | 34    | 4     |
| 2013/14 | St. Johnstone FC | Schotland | Scottish Premiership | 38    | 1     |
| 2014/15 | St. Johnstone FC | Schotland | Scottish Premiership | 35    | 0     |
| 2015/16 | St. Johnstone FC | Schotland | Scottish Premiership | 35    | 9     |
| 2016/17 | St. Johnstone FC | Schotland | Scottish Premiership | 32    | 1     |
| 2017/18 | St. Johnstone FC | Schotland | Scottish Premiership | 35    | 3     |
| Totaal  | Totaal           | Totaal    | Totaal               | 308   | 21    |

## Erelijst
St. Johnstone FC
- Scottish Cup

2013/14
1 St. Clairr ·
2 Johnston ·
3 Adekugbe ·
4 Miller ·
5 Vitória ·
6 Piette ·
7 Eustaquio ·
8 Fraser ·
9 Cavallini ·
10 Hoilett ·
11 Buchanan ·
12 Ugbo ·
13 Hutchinson  ·
14 Kaye ·
15 Koné ·
16 Pantemis ·
17 Larin ·
18 Borjan ·
19 Davies ·
20 David ·
21 Osorio ·
22 Laryea ·
23 Millar ·
24 Wotherspoon ·
25 Cornelius ·
26 Waterman ·
Coach: Herdman